# 에스타일러

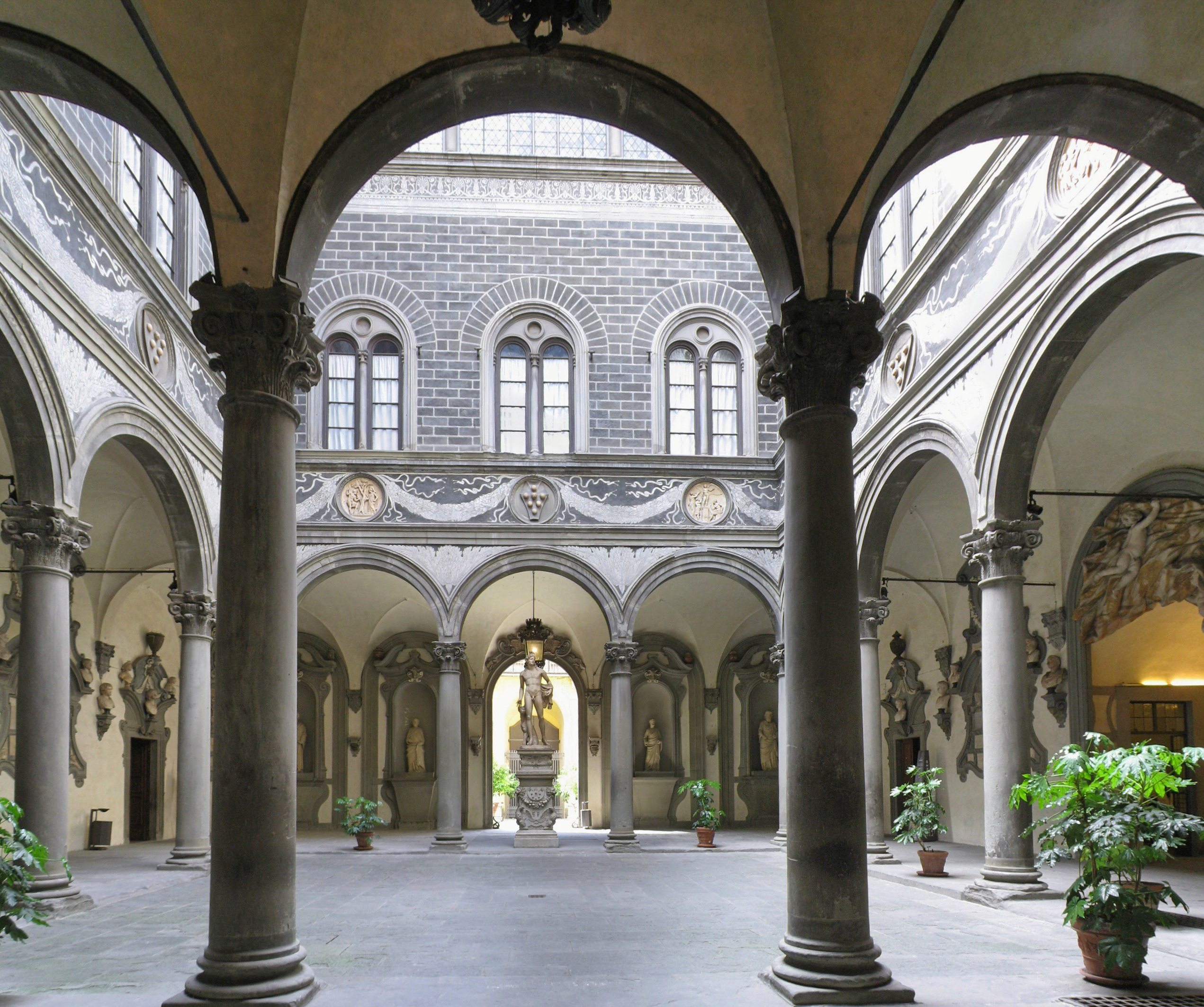
메디치 리카르디궁의 안뜰에 사용된 기둥

에스타일러(Astylar)는 장식용 기둥 또는 벽기둥을 사용하지 않는 무주식(無柱式) 기둥 디자인을 가리키는 건축 용어이다. 피렌체에 있는 리카르디궁과 스트로치 궁전은 비첸차에 있는 안드레아 팔라디오의 원주(圓柱)가 특징인 궁전과는 대조적으로 에스타일러 디자인을 사용했다.